# サルベージ経路
サルベージ経路（サルベージけいろ、salvage pathway）は、ヌクレオチド（プリンとピリミジン）の分解経路の中間体から再びヌクレオチドを合成する経路である。
サルベージ経路はRNAとDNAの生分解で生成した核酸塩基とヌクレオチドの再生で使われる。脳や赤血球などのいくつかの組織はヌクレオシドの de novo の生合成能が低い、または持たないため、これは重要な経路である。

## 基質

### プリン
| ヌクレオシド   | 酵素                                                            | ヌクレオチド |
| ヒポキサンチン | ヒポキサンチン-グアニンホスホリボシルトランスフェラーゼ (HGPRT) | IMP          |
| グアニン       | ヒポキサンチン-グアニンホスホリボシルトランスフェラーゼ (HGPRT) | GMP          |
| アデニン       | アデニンホスホリボシルトランスフェラーゼ (APRT)                 | AMP          |

- レッシュ・ナイハン症候群はHGPRTの欠乏に関連する。

### ピリミジン
チミジンはチミジンキナーゼによってチミジル酸（TMP）に再生される。